# Romi Rain
Romi Rain; születési nevén: Nicole Lynn Torino (Boston, Massachusetts, Amerikai Egyesült Államok, 1988. január 12. –) olasz felmenőkkel rendelkező amerikai pornószínésznő.

## Élete
Az olasz származású Romi Rain Massachusetts államban, Boston város Dorchester negyedében nőtt fel.
Tizenöt évesen többek között hostess volt egy Chili’s nevű gyorsétteremben, tizenhat évesen pedig a Friendly's nevű fagyizóban dolgozott, majd különböző éttermekben pincérnő volt, és dolgozott egy Guess Jeans áruházban is.
Tizennyolc évesen a kaliforniai Los Angelesbe költözött. Felnőttként első munkahelyén, egy steakhouse étteremben hostessként működött, és a Roosevelt Hotel láncnál is dolgozott. Tizenkilenc éves korában kezdett egzotikus táncosnőként dolgozni, ezt huszonegy éves koráig folytatta. Los Angelesben és a nevadai Las Vegasban vállalt munkát, majd a Playboy Live webkamerás előadója lett, majd elkezdte az aktmodellezést, szerepelt néhány Playboy Special Edition-ben, és modellkedett néhány rendezvényen.
Huszonnégy évesen, 2012-ben kezdett el pornófilmekben szerepelni. A Hustler magazin 2013. februári számában egy hatoldalas meztelen képsorozatban szerepelt. Munkaadói között szerepel a Brazzers, PayOnes, Magma Film, Pure Mature, Evil Angel, Lethal Hardcore, Girlfriends Films, Naughty America, Pure Play Media és New Sensations. 2019-ben a 10 legtöbb követővel rendelkező pornósztár volt az Instagramon.

## Díjai
| Év     | Díjátadó          | Film                  | Díj                                 |
| ------ | ----------------- | --------------------- | ----------------------------------- |
| 2014   | NightMoves Awards | –                     | Best Ink (Fan Award)                |
| 2015   | NightMoves Awards | –                     | Best Boobs (Editor's Award)         |
| 2016   | Xbiz Award        | My Sinful Life (2015) | Best Scene - Couples-Themed Release |
| 2018   | Xbiz Award        | –                     | Female Performer of the Year        |
| 2019   | Xbiz Award        | Metal Massage (2018)  | Best Sex Scene - Comedy Release     |
| 2019   | NightMoves Awards | –                     | Best Actress - Editor's Choice      |
| Forrás |                   |                       |                                     |

- Megjegyzés: Ezek mellett számos más pornófilmes díjátadón is nyert különböző kategóriákban.[3][10]